# Nisís Stalís
Nisís Stalís är en holme i Grekland.   Den ligger i prefekturen Nomós Attikís och regionen Attika, i den sydöstra delen av landet, 7 km sydväst om huvudstaden Aten. Nisís Stalís ligger 109 meter över havet.